# Adrian Gray
Adrian Gray (* 28. Februar 1981 in Hastings) ist ein englischer Dartspieler der Professional Darts Corporation (PDC).

## Werdegang
Adrian Gray wurde 1981 im englischen Hastings geboren und lebt aktuell in St Leonards-on-Sea. Mit 18 Jahren startete er seine Karriere zunächst als Nachwuchsspieler. Zu diesem Zeitpunkt spielt Adrian Gray noch nicht in Vollzeit Darts, sondern arbeitet hauptberuflich als Bodenleger. 2003 trat er erstmals im Fernsehen auf, 2005 war er Teilnehmer der Las Vegas Desert Classics. Bei der Darts-WM 2006 besiegte er Ronnie Baxter, verlor dann aber gegen Darren Webster.
In der ersten Runde des World Grand Prix 2007 spielte er gegen Phil Taylor und siegte, was als einer seiner größten Erfolge gesehen wird. 2009 verlor er im Alexandra Palace gegen Paul Nicholson.
2012 gelangte er bei einem Pro-Tour-Event in das Halbfinale, 2013 unter die letzten 32 der UK Open. Er verlor die Tour Card und stieg daher auf E-Dart um. 2017 gelangte er in die Austrian Darts Open, verlor aber. Adrian Gray gewann in der Q-School die Tour Card wieder, sodass er 2019 eine PDC-Tour bestreiten konnte. Bei der Players Championship 20 kam er in das Halbfinale. 2020 verlor er die Erstrunde bei der UK Open und erhielt daher nur wenig Preisgeld.
2022 nahm Gray erneut an der Q-School teil. Er schaffte es dabei über die Rangliste in die Final Stage, konnte sich aber keine Tour Card erspielen. Somit war er 2023 erneut bei der Q-School dabei. Dieses Mal schied Gray jedoch bereits in der First Stage aus. Bei der darauffolgenden PDC Challenge Tour 2023 kam er nie weiter als unter die letzten 64.
Auch 2024 war Gray für die Q-School gemeldet. Mit fünf Siegen qualifizierte er sich dabei über die Rangliste für die Final Stage. In dieser gewann er zwei weitere Spiele, was jedoch nicht für eine Tour Card oder auch nur einen Ranglistenpunkt reichte. Grays bestes Ergebnis auf der darauffolgenden Challenge Tour-Saison war ein Achtelfinale.
Bei der UK Q-School 2025 spielte sich Gray erneut in die Final Stage. Er blieb jedoch wie im Vorjahr trotz zweier Siege ohne Punkt für die Rangliste.